# Guerra biològica
La guerra biològica (en anglès: biological warfare o germ warfare) és l'ús de toxines biològiques o agents infecciosos com són les que provenen de bacteris, els virus o els fongs amb l'intent d'incapacitar o matar els humans, els animals o les plantes en un acte de guerra. Les armes biològiques, que també es poden dir bioarmes o bioagents, són organismes vius o entitats que es repliquen (virus) que es reprodueixen o repliquen dins les víctimes hostes. La guerra entomològica també es considera un tipus de guerra biològica.

## Història
Per exemple, ja durant el segle vi aC els assiris enverinaven els seus enemics amb un fong. El 184 aC, Hanníbal tenia i utilitzava pots de terrissa amb serps verinoses.
Els mongols, turcs i altres pobles infectaven amb cadàvers d'animals els subministraments d'aigua potable dels seus enemics. També s'havien catapultat cadàvers humans infectats amb la pesta dins de les ciutats assetjades. La darrera vegada que se sap que es va fer això va ser l'any 1710 quan els russos atacaren la posició sueca de Reval.
També l'exèrcit britànic expandí, com a mínim en una ocasió, intencionadament la verola entre els amerindis durant la Guerra Pontiac (1763–66).
Bacillus anthracis i altres microorganismes foren usats per l'Imperi Alemany durant la Primera Guerra Mundial (1914-1918). El Protocol de Ginebra de 1925 va posar fora de la llei l'ús d'armes biològiques. Tanmateix, com a mínim, tant la Unió Soviètica com Iraq, malgrat haver signat aquest Protocol continuaren la recerca i la producció d'armes biològiques.) 
Durant la Guerra Sinojaponesa de 1937-1945 i la Segona Guerra Mundial (1939–1945), unitats especials de l'exèrcit japonès van dur a terme experiments en humans (en xinesos i altres pobles) i es creu que moriren unes 580.000 persones per la pesta i còlera introduïdes en els aliments.
En resposta a la sospita que els nazis estaven desenvolupant armes biològiques, el Regne Unit, Canadà i Estats Units iniciaren, l'any 1941, un programa de desenvolupament d'armes biològiques amb les toxines de l'àntrax, brucel·losi i botulisme. El centre militar de desenvolupament d'armes biològiques dels Estats Units estava a Fort Detrick, Maryland.
Durant la Guerra Freda (1947–1991) es va fer un esforç considerable per desenvolupar armes biològiques per part dels Estats Units, Regne Unit i Unió Soviètica i probablement també per part d'altres països.
Actualment segons el Departament de defensa dels Estats Units, es sospita que més de 10 països continuen tenint programes de guerra biològica incloent Rússia, Israel, Xina, Iran Síria i Corea del Nord.